# Kính viễn vọng Mặt Trời

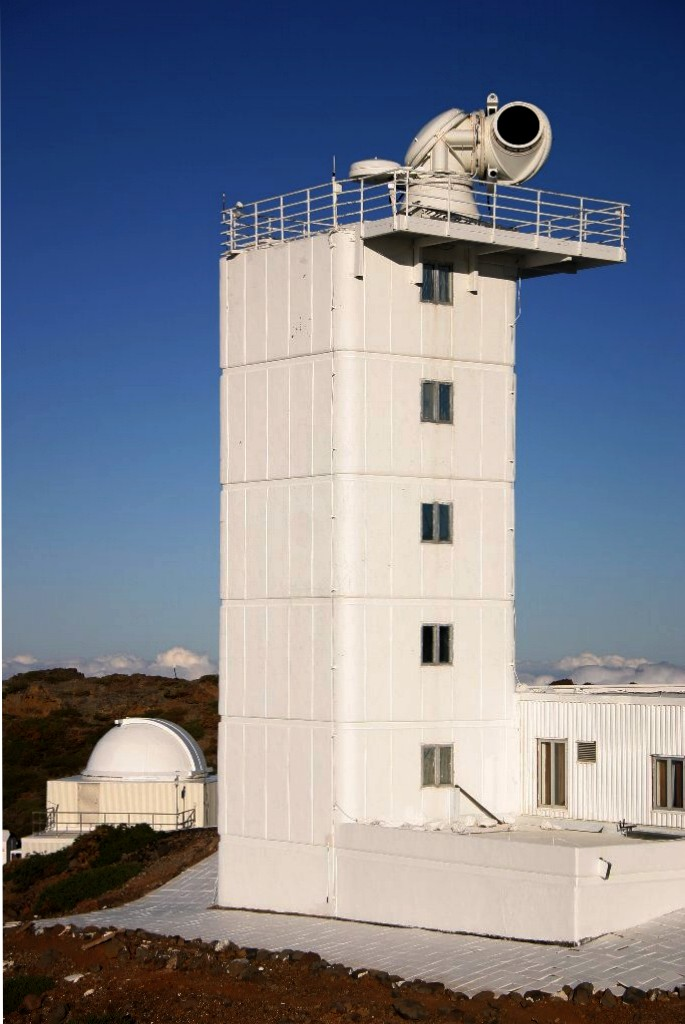
Kính viễn vọng Mặt Trời 1m của Thụy Điển tại Roque de los Muchachos Observatory, hòn đảo La Palma ở quần đảo Canary.

Một kính viễn vọng Mặt Trời là một kính thiên văn có mục đích đặc biệt sử dụng để quan sát Mặt Trời. Kính viễn vọng Mặt Trời thường phát hiện ánh sáng với bước sóng nằm trong, hoặc không xa lớp quang phổ có thể nhìn thấy. Tên cũ cho kính viễn vọng Mặt Trời là nhật quang ký, heliograph và photoheliograph.

## Kính viễn vọng mặt trời chuyên nghiệp
Các kính viễn vọng mặt trời cần ống kính quang học đủ lớn để đạt được mức giới hạn nhiễu xạ tốt nhất có thể, nhưng ít hơn đối với công suất thu thập ánh sáng liên quan của các kính viễn vọng thiên văn khác. Tuy nhiên, gần đây các bộ lọc hẹp mới hơn và khung hình cao hơn cũng đã hướng các kính viễn vọng Mặt Trời đến các hoạt động quan sát việc thiếu photon. Cả hai tổ chức European Solar Telescope (EST) và Advanced Technology Solar Telescope (ATST) đều dùng kính viễn vọng có khẩu độ lớn hơn không chỉ để tăng độ phân giải, mà còn để tăng khả năng thu thập ánh sáng.
Bởi vì kính thiên văn này hoạt động ban ngày, việc quan sát nhìn chung là kém hơn so với kính thiên văn ban đêm, bởi vì mặt đất xung quanh kính thiên văn bị làm nóng và là nguyên nhân tạo ra dòng chảy rối và làm giảm độ phân giải. Để làm giảm điều này, kính thiên văn mặt trời thường được xây dựng trên tháp cao và các công trình được sơn màu trắng. Kính thiên văn Mở Hà Lan được xây dựng trên một khuôn khổ mở để cho phép gió đi qua cấu trúc hoàn chỉnh và để làm mát xung quanh gương chính của kính thiên văn.
Một vấn đề khác của kính thiên văn mặt trời là nhiệt năng do ánh sáng mặt trời tập trung. Vì lý do này, điểm dừng nhiệt là một phần của thiết kế kính thiên văn. Đối với kính ATST, tải nhiệt là 2.5 MW/m², với mức nhiệt tối đa 11.4 kW. Mục đích của điểm dừng nhiệt không chỉ để chịu được lượng nhiệt này, mà còn để giữ mát, đủ để không tạo ra bất kỳ dòng chảy rối nào ở bên trong vòm kính thiên văn.